# Mi chiamava Valerio
Mi chiamava Valerio è un film italiano del 2014 diretto da Patrizio Bonciani e Igor Biddau .
Il film è la biografia di Valeriano Falsini, da operaio di provincia a ciclista professionista gregario di Fausto Coppi, ed è stato presentato durante i Campionati del mondo di ciclismo su strada 2013.

## Trama
Valeriano Falsini è un operaio di provincia con la passione del ciclismo: le sue tante vittorie da dilettante lo porteranno ad entrare, nel 1950, nella squadra di Costante Girardengo. Durante un allenamento conoscerà Fausto Coppi, che lo vorrà nella Bianchi l'anno successivo. Non solo il tormentato rapporto con Maria Pia, la fidanzata lontana, ma anche una grave malattia lo costringeranno ad abbandonare il suo sogno, senza mai rinunciare alla passione per lo sport.

## Promozione e distribuzione
Il trailer del film è uscito l'8 gennaio 2014. Il film è stato presentato in anteprima il 24 gennaio al Cinema Excelsior di Reggello, Firenze. La distribuzione è a cura di Fresnel Multimedia.

## Cast
Nel film esordisce sul grande schermo, con una piccola parte, l'ex ciclista professionista Franco Chioccioli.